# Гавдос
Гавдос (греч. Γαύδος) — остров в Средиземном море, принадлежащий Греции. Административно входит в общину (дим) Гавдос в периферии Крит.
Мыс Трипити на Гавдосе является самой южной точкой Греции и всей Европы.

## География
Гавдос расположен в 35 км южнее от побережья острова Крит. Площадь Гавдоса составляет 27 км², высота над уровнем моря — до 345 м.
Согласно переписи населения 2011 года на острове проживает 152 жителя, что делает Гавдос самым густонаселённым из малых островов округа Крит. В настоящее время основным занятием населения является сельское хозяйство. Развивается и сфера обслуживания туристов.
К общине Гавдос также относится маленький остров Гавдопула, расположенный северо-западнее.

## Транспорт
Гавдос — один из самых труднодоступных греческих островов. Аэропорт на острове отсутствует, а сообщение с внешним миром осуществляется несколько раз в неделю (в зависимости от сезона) теплоходами компании Anendyk, которые соединяют порт Караве на Гавдосе с городками Палеохора и Хора-Сфакион на юго-западе Крита.